# 宍戸司
宍戸 司（ししどつかさ、1980年（昭和55年）1月10日 - ）は、日本の男性歌手。『人間ジュークボックス』の異名で様々な楽曲をカバーしている。血液型はA型。

## 経歴
北海道日高郡静内町（現・新ひだか町）出身で、静内町立静内中学校を卒業。建設会社に働く父と下宿を営む母との間に生まれ、非常に音楽に恵まれた思春期を過ごす。どんな楽曲もすぐに歌詞を覚えコードを覚え弾く事ができ、特にビートルズの曲は全曲歌詞を見ずに歌う事ができる。
2000年代の中期までバーテンダーと平行して歌手活動をする。
2007年にツアー歌手に転向。再度音楽の意欲が湧く。
2014年から30年の活動実績のあるオールディーズバンド『JUKEBOX』に正式加入。

## 趣味・趣向
- 釣り・料理・プラモデル制作・読書・ゴルフ等の多趣味。釣り愛好家。
- 好きな食べ物は、たこ、嫌いな食べ物はチョコレート。

## 音楽活動
1998年から活動を始め、作詞・作曲、ギター・ベースの演奏を行っている。

### 影響を受けたアーティスト
- ビートルズ
- ザ・ベンチャーズ
- オールディーズ
- 廣田龍人

### 著名使用楽器
- TAKAMINE DSP512(?)
- フェンダー・テレキャスター
- フェンダー・ストラトキャスター
- ギブソン・レスポール
- エピフォン・カジノ

### バンド遍歴
- 1998年 - 2001年 WORST RE-ISM
- 2001年 - 2007年 CLEAN FEELD
- 2007年 - ソロ
- 2014年 - JUKEBOX

## リンク
- ホームページ - ウェイバックマシン[リンク切れ]